# Iver Holger Rosenkrantz
Iver Holger baron Rosenkrantz (1. marts 1813 i Koed – 25. januar 1873 i Vedbæk) var en dansk baron, embedsmand og politiker. Han var kendt under tilnavnet "den røde baron".
Iver Holger Rosenkrantz fødtes som eneste barn i faderen Jørgen baron Rosenkrantz' andet ægteskab med Birgitte Charlotte baronesse Reedtz-Thott. Fra et tidligere ægteskab havde Jørgen Rosenkrantz, heriblandt Gottlob baron Rosenkrantz, som arvede herregården Sophiendal efter faderen. Iver Holger blev opkaldt efter sine bedstefædre, henholdsvis Iver baron Rosenkrantz til Stamhuset Rosenholm og Holger Reedtz-Thott til Voergaard. Ligesom sine ældre halvbrødre kom Iver Holger på Herlufsholm Kostskole, dog kun en kort tid. Han blev privat student i 1833.

## Tidlig karriere
Herefter fik han stilling som skriver i Admiralitetet samtidig med han læste jura. 4. november 1840 fik han sin kandidateksamenen fra juridiske fakultet, hvorefter han blev voluntør og siden fuldmægtig i Admiralitets- og Kommissariatskollegiet. 1841 udnævnt til kammerjunker, 1843 auditør i arméen, 1845 assessor og auditør ved søetatens kombinerede ret, 1846 tillige auskultant i Rentekammeret. Under treårskrigen tjente han 1848 som intendant ved arméen, først i Flensborg og siden på Als og Fyn. Samme år udnævnt til ridder af Dannebrog. 1852 udnævnt til overauditør; en titel han først frasagde sig igen 1871. I 1853 tog han slesvigsk embedseksamen (cand. jur.), 1854 udnævnt til byfoged og byskriver i Lemvig, samt herredsfoged og skriver i Skodborg og Vandfuld Herreder. 1858 konstitueret udskrivningschef i 3. sjællandske distrikt Korsør. 1860 udnævnt til kammerherre.

## Ministerresidenten
I 1863 indledte Iver Holger Rosenkrantz en kortvarig diplomatisk karriere. Han blev 21. juni udnævnt til chargé d'affaires og fra 18. november samme år ministerresident i Italien. Han blev imidlertid fjernet fra posten på grund af uheldige dispositioner, bl.a. et tvivlsomt projekt, hvor italienere ville støtte Danmark økonomisk i krigen 1864. Han fik sin afsked fra udenrigstjenesten i 1866. Fra 1868-1869 medlem af Folketinget, valgt i Skanderborg Amts 2. kreds. 1869 søgte han forgæves valg i Fakse, og igen i Skanderborg 1872, hvor han trådte tilbage inden valghandlingen.

## Den røde baron
Iver Holger Rosenkrantz' politiske karriere var vel delvis mislykket. Han havde aktivt del i den politiske vækkelse i de forskellige embeder han besad. I sin tid i Lemvig var han 1856 medstifter af Skodborg-Vandfuld Herreders Landboforening. Indtil 1858 var han tillige dens formand. I Korsør fik han 1861 stiftet en vælgerforening for Sorø Amt. Denne aktive indsats i organisationen gav ham tilnavnet "den røde baron". Han skrev senere "Nogle efterladte Optegnelser", som hans hustru lod udgive 1876. Her beskrev han sin politiske karriere; han tilsluttede sig Oktoberforeningen og var erklæret antiskandinav.

## Familieliv
Iver Holger Rosenkrantz giftede sig første gang 6. oktober 1854 i Christiansborg Slotskirke med en fjern slægtning, Caroline Vilhelmine Elisabeth Rosenkrantz, der tilhørte Barritskov-Brusgård-linjen af Rosenkrantz-slægten. Hun døde efter kun et halvt års ægteskab 1855, kun 31 år gammel. Først i 1864 valgte Iver Holger på ny at indgå ægteskab. 22. november 1864 holdt han bryllup i Torino med den skotskfødte Julia Louise Mackenzie of Tarbat (1840-1911). I dette ægteskab fødtes de følgende fem år fire sønner, hvoraf navnlig to gjorde sig bemærket i eftertiden, henholdsvis kriminalforfatteren Palle Rosenkrantz og kunstmaleren Arild Rosenkrantz.